# Esteman
Esteban Mateus Williamson (Bogotá, 4 de mayo de 1984), conocido profesionalmente como Esteman, es un cantante y compositor colombiano de ascendencia escocesa.

## Carrera musical
Esteman se dio a conocer en la escena musical colombiana con el videoclip de la canción "No te metas a mi Facebook", que se volvió viral en YouTube, generando más de un millón de visitas en poco tiempo. Su álbum debut, 1er Acto, fue publicado el 28 de abril de 2012. Contó con la colaboración de la cantante Andrea Echeverri en la canción "Aquí Estoy Yo". En 2013, hizo parte de la banda sonora de la serie animada Colombo-española Mr. Trance, interpretando su tema de apertura. Su segunda producción, Caótica Belleza, fue publicada el 28 de agosto de 2015 con colaboraciones de Natalia LaFourcade en la canción "Caótica Belleza" que da nombre al disco, José Quiñonez en la canción "La Noche Es Corta", Li Saumet en la canción "Todo Lo Que Soy" y Carla Morrison en la canción "Adelante".
En 2016, Esteman fue uno de los artistas seleccionados para hacer parte de la primera edición del festival Lollapalooza en Colombia antes de su cancelación. En los Premios Grammy Latinos de 2016, Esteman fue nominado en la categoría de mejor nuevo artista, perdiendo ante su compatriota Manuel Medrano. Su álbum Caótica Belleza fue uno de los cinco discos nominados a mejor álbum de música alternativa en los mismos premios, categoría que ganó el disco L.H.O.N de Illya Kuryaki and the Valderramas.
Esteman y su banda, "La Esteband", ha salido de gira por Colombia, Argentina, Perú, Chile, México y Estados Unidos.
En 2016 colaboró en el disco We Love Disney (Latino) interpretando la canción "Todos Quieren Ser Un Gato Jazz" de la película Los Aristogatos junto con Caloncho y Mon Laferte. En 2018, tres años después de lanzar su último álbum, en la madrugada del viernes 27 de julio lanzó el sencillo "Noche Sensorial", seguido de "Fuimos Amor", publicado el 20 de septiembre. Posteriormente, apareció el video de la canción "On top" y el 18 de enero de 2019 lanzó "Sociedad", junto con el anuncio de que el 14 de febrero de ese mismo año se daría el lanzamiento oficial del álbum "Amor libre".
El 26 de marzo de 2020, el cantante estrena el tema "Hasta Que Tú Me Quieras" y, el 6 de agosto de ese mismo año, lanza la canción "Te Alejas Más De Mí" en colaboración con la cantante argentina Daniela Spalla. Estas dos últimas canciones hacen parte de su cuarto álbum de estudio "Si Volviera a Nacer", lanzado el 27 de mayo de 2021 y que también cuenta con las colaboraciones de Miranda!, Lila Downs, Rozalén, Marco Mares,  Jósean Log y Paula Pedraza (que en este álbum se acredita con el nombre de su proyecto musical "Paula Pera y el Fin de los Tiempos").

## Vida personal y estilo
Esteman estudió arte en la Universidad de los Andes, lo que ha influido en sus videos musicales y actuaciones, conocidos por su fuerte aspecto teatral. Sus videos incluyen coreografías y a menudo muestran al músico vistiendo ropa vintage, con pantalones ajustados y camisas coloridas. Comenzó su carrera como cantante burlándose de los ídolos del pop y, como lo dice, "rompiendo el estereotipo machista" y esto es evidente en la naturaleza críticamente humorística y sarcástica de canciones como "No te metas a mi Facebook". Su estilo siempre ha sido una mezcla de géneros, y su álbum Caótica Belleza incluye ritmos tradicionales, reggae y disco de la década de los 80's. Sus actuaciones en el escenario se han destacado por su teatro, con la red de radio Los 40 llamándolo "de otro mundo".
También afirma ser feminista, y que la versión alternativa de la música popular a la que él y los artistas con los que ha trabajado se suscriben es importante para la escena musical colombiana que, durante mucho tiempo, estuvo dominada por el reguetón. 
Esteman, que es abiertamente gay, describió Amor Libre, su tercer álbum, como un esfuerzo más personal y honesto, abriéndose a su audiencia en un intento de normalizar y naturalizar su orientación sexual para que la gente ya no lo vea como un tabú.

## Discografía

### Álbumes de estudio
- 1er Acto (2012)
- Caótica Belleza (2015)
- Amor Libre (2019)[13]
- Si Volviera a Nacer (2021)[14]
- Secretos (2024)
- Amorio (2025)

## Premios y nominaciones
| Año  | Premio                   | Trabajo                                | Categoría                                                  | Resultado |
| ---- | ------------------------ | -------------------------------------- | ---------------------------------------------------------- | --------- |
| 2015 | Premios India Catalina   | Mr. Trance                             | Mejor Música Original (Con Santiago Codomí y Pablo Parser) | Nominado  |
| 2016 | Premios Grammy Latinos   | Él mismo                               | Mejor Artista Nuevo                                        | Nominado  |
| 2016 | Premios Grammy Latinos   | Caótica Belleza                        | Mejor Álbum Alternativo                                    | Nominado  |
| 2016 | Premios SHOCK            | "Baila" (Dirigido por Salomón Simhon)  | Mejor Vídeoclip                                            | Ganador   |
| 2016 | Bogoshorts Film Festival | "Baila" (Dirigido por Salomón Simhon)  | Mejor Vídeoclip                                            | Ganador   |
| 2020 | Premios Nuestra Tierra   | Él mismo                               | Artista Alternativo/Rock                                   | Nominado  |
| 2021 | Premios Nuestra Tierra   | Él mismo                               | Artista Alternativo/Rock                                   | Nominado  |
| 2021 | Premios Nuestra Tierra   | "Eso que Me Das" (Con Juan Pablo Vega) | Canción Alternativa/Rock                                   | Nominado  |
| 2024 | Premios Nuestra Tierra   | Él mismo                               | Mejor Artista Alternativo/Rock/Indie                       | Nominado  |
| 2024 | Premios Nuestra Tierra   | Él mismo                               | Mejor Artista Pop Masculino                                | Nominado  |
| 2024 | Premios Nuestra Tierra   | "Reina Leona"                          | Mejor Canción Dance/Electrónica                            | Nominado  |

| Año  | Lista                | Trabajo    | Posición |
| ---- | -------------------- | ---------- | -------- |
| 2019 | 25 Best Latin Albums | Amor Libre | 9        |